# Mexicano ¡Tú puedes!
Mexicano ¡Tú puedes! és una pel·lícula dramàtica mexicana de 1985 dirigida per José Estrada. Va ingressar en el 14è Festival Internacional de Cinema de Moscou.

## Argument
Una família mexicana de baixos ingressos decideix canviar el seu estil de vida després de veure els brillants anuncis sobre un nou desenvolupament immobiliari. La família haurà de lluitar contra el frau i els seus propis conflictes per a comprar-se un terreny i construir la seva pròpia casa.

## Repartiment
- Sergio Jiménez com Vicente.
- Carmen Salinas com Carmen.
- Arturo Alegro com Héctor.
- Mario Casillas com Vendedor.
- Isabela Corona com Doña Aurora.
- Mario del Mar com Mestre Guillermo.
- Alma Delfina com Irma.
- Roxana Frias com Georgina.
- Mario García González com Mestre Martín.
- Gloria Alicia Inclán com Doña Chona.
- Leonor Llausás com Lupe la Bruja.
- Juan Ángel Martínez com Jota Jota.
- Martha Meneses com Sirvienta Pedregal.
- Antonio Miguel com Don Moises.
- Ana Ofelia Murguía com Burócrata.
- Rubén Rojo com Sr. Rivera
- Lupita Sandoval com Lucha.
- Licia Suárez
- Ernesto Yáñez com Ismael.

## Nominacions
Als XXVII edició dels Premis Ariel fou nominada al Premi Ariel al millor guió adaptat i al del millor guió original.